# Групові ефекти
Групові ефекти — механізми функціонування соціальної групи, через які здійснюються групові процеси та досягаються групові стани, які забезпечують інтеграцію індивідуальних дій у спільній діяльності та спілкуванні.
Досліджено такі види групових ефектів:
1. Ефект соціальної фасилітації (інгібіції) — груповий ефект, що проявляється у підвищенні активності індивіда в умовах здійснення діяльності в групі у порівнянні зі звичним рівнем виконання тієї ж діяльності індивідуально, а також у посиленні домінантних реакцій у присутності інших. Описаний Норманом Триплеттом у 1898 р.
2. Ефект групової належності — один із соціальних інстинктів, властивих людям, полягає в ототожненні себе з групою і прагненні оцінити її позитивно, підтримуючи високий статус групи й одночасно власну самооцінку. Описаний Е. Мак-Дауголлом у 1908 р.
3. Ефект Рінгельмана — зменшення середнього індивідуального внеску в групову роботу зі збільшенням кількості членів групи. Описаний Максом Рінгельманом у 1913 р.
4. Ефект синергії — виникнення додаткової інтелектуальної енергії при об'єднанні людей у цілісну групу, що втілюється в груповому результаті, який переважає суму індивідуальних результатів. Досліджений В. М. Бехтерєвим та М. М. Ланге.
5. Ефект групового мислення — специфічний спосіб мислення, за якого в згуртованій групі домінує пошук згоди, що підпорядковує собі реалістичну оцінку можливих альтернативних дій. Відкритий Ірвіном Дженісом.
6. Ефект конформізму — залежність людей від групи у своїх контактах зі світом, схильність сприймати інформацію з певною модифікацією, зумовленою груповими чинниками різного характеру. Встановлений Соломоном Ашем у 1956 р.
7. Ефект моди (групового наслідування) — один з основних механізмів групової інтеграції, формування членами групи спільних еталонів, стереотипів поведінки, слідування яким підкреслює їхню єдність та зміцнює їхнє членство в групі.
8. Ефект ореола («гало-ефект») — вплив на зміст знань, оцінок особистості певної установки, що є в однієї людини щодо іншої, виникає при сприйнятті та оцінці людьми одне одного в процесі спілкування.
9. Ефект групового фаворитизму — тенденція сприяти членам своєї групи на відміну від членів чужої групи.
10. Ефект групового егоїзму — спрямованість групових інтересів, цілей і норм поведінки проти інтересів, цілей і норм окремих груп чи всього суспільства.
11. Ефект маятника — циклічне чергування емоційних станів стенічного та астенічного характеру, інтенсивність і тривалість яких залежить від діяльності групи. Експериментально досліджений А. М. Лутошкіним.
12. Ефект хвилі — поширення в групі ідей, цілей, норм і цінностей, коли вони відповідають потребам та інтересам людей, а не суперечать їм.
13. Ефект пульсара — циклічна зміна групової активності залежно від різних стимулів.
14. Ефект бумеранга — невизнання істинною сприйнятої інформації, дотримування попередньої установки, або формування нової оцінки подій чи особи, протилежного змісту, ніж повідомлена інформація. Вперше досліджений у діяльності ЗМІ.
15. Ефект «ми – вони» — почуття належності до групи (ефект «ми») і відповідно відстороненості, відокремлення від інших (ефект «вони»).